# Matang Kruet
Matang Kruet is een bestuurslaag in het regentschap Aceh Timur van de provincie Atjeh, Indonesië. Matang Kruet telt 801 inwoners (volkstelling 2010).